# Sam Tingle
Samuel "Sam" Tingle, född 24 augusti 1921 i Manchester i Storbritannien, död 19 december 2008 i Kapstaden i Sydafrika, var en racerförare.

## Racingkarriär
Tingle deltog i fem Sydafrikas Grand Prix under 1960-talet för Sydrhodesia/Rhodesia. Hans bästa resultat var en åttonde placering i Sydafrika 1969 i en Brabham-Repco BT24. 
Tingle körde även ett antal grand prix-lopp i Sydafrika i en LDS utanför mästerskapet 1961-1966.

## F1-karriär
| Säsong | Stall/Tillverkare            | Poäng | Placering |
| ------ | ---------------------------- | ----- | --------- |
| 1963   | Sam Tingle (LDS-Alfa Romeo)  | 0     | –         |
| 1965   | Sam Tingle (LDS-Alfa Romeo)  | 0     | –         |
| 1967   | Sam Tingle (LDS-Climax)      | 0     | –         |
| 1968   | Team Gunston (LDS-Repco)     | 0     | –         |
| 1969   | Team Gunston (Brabham-Repco) | 0     | –         |